# Palmas (tiểu vùng)
Palmas là một tiểu vùng thuộc bang Paraná, Brasil. Tiều vùng này có diện tích 5406 km², dân số năm 2007 là 84754 người.